# Lutreolina
Lutreolina is een geslacht van buideldieren uit de familie der Opossums (Didelphidae). De wetenschappelijke naam van het geslacht werd in 1910 gepubliceerd door Oldfield Thomas.

## Soorten
Er worden twee soorten in dit geslacht geplaatst:
- Lutreolina crassicaudata – Dikstaartbuidelrat
- Lutreolina massoia[3]